# Feillens
Feillens település Franciaországban, Ain megyében. Lakosainak száma 3388 fő (2022. január 1.). Feillens Manziat, Replonges, Vésines, Sancé és Bâgé-Dommartin községekkel határos.

## Népesség
A település népességének változása:
| Lakosok száma | 2538 | 2595 | 2624 | 3112 | 3186 | 3249 | 3291 | 3365 | 3366 | 3388 |
|               | 1968 | 1982 | 1990 | 2006 | 2013 | 2015 | 2017 | 2019 | 2020 | 2022 |